# Johann Maximilian Albrecht von Laßberg
Johann Maximilian Albrecht von Laßberg (geb. 1711 in Hohenaltheim; gest. 1788 in Weimar) war ein sachsen-weimarischer Offizier.

## Genealogie
Er stammt aus der Adelsfamilie Laßberg. Sein Vater war Carl Erasmus von Laßberg, seine Mutter Sophia Dorothea von Laßberg geb. von Witzleben. Aus der ersten Ehe mit Johanna von Gleichen auf Tannroda ging August Carl Albrecht von Laßberg hervor. Aus der zweiten Ehe mit Friederike von Berbisdorff gingen Friederike Sophie Auguste Albertine von Laßberg, Luise Auguste Franziska von Laßberg, Friedrich August Ludwig von Laßberg und Christiane Henriette Sophie von Laßberg und zwei weitere Kinder hervor.

## Gesellschaftliche Funktionen
Als Oberst in Weimar war er auch seit 1759 Stadtkommandant. Er befehligte seit 1755 das Weimarische Infanteriecorps, welches 1806 auch bei der Schlacht bei Jena und Auerstedt beteiligt war. Das von ihm befehligte Infanteriecorps bildete zugleich auch die herzogliche Leibgarde. Zudem war er Besitzer von Kleinkromsdorf. Eine seiner Töchter, die Hofdame Christiane Henriette Sophie von Laßberg, die Goethe Christel von Laßberg nannte, nahm sich 1778 in der Ilm das Leben. Zu dessen Aufgaben gehörte es auch für Ruhe und Ordnung in der Stadt zu sorgen. Das galt selbst bei Ereignissen wie bei der Hinrichtung der Johanna Catharina Höhn 1783. Die Ordre zu dieser Hinrichtung durch Herzog Carl August erhielt Laßberg am 24. November 1783.